# Duji
Duji (chiń. upr. 杜集区; chiń. trad. 杜集區; pinyin Dùjí Qū) – dzielnica miasta Huaibei w prowincji Anhui we wschodnich Chińskiej Republice Ludowej. Liczba mieszkańców dzielnicy, w 2010 roku, wynosiła 324 398.